# Eriolus minimus
Eriolus minimus är en insektsart som beskrevs av Heinrich Hugo Karny 1907. Eriolus minimus ingår i släktet Eriolus och familjen vårtbitare. Inga underarter finns listade i Catalogue of Life.